# 로즈미드

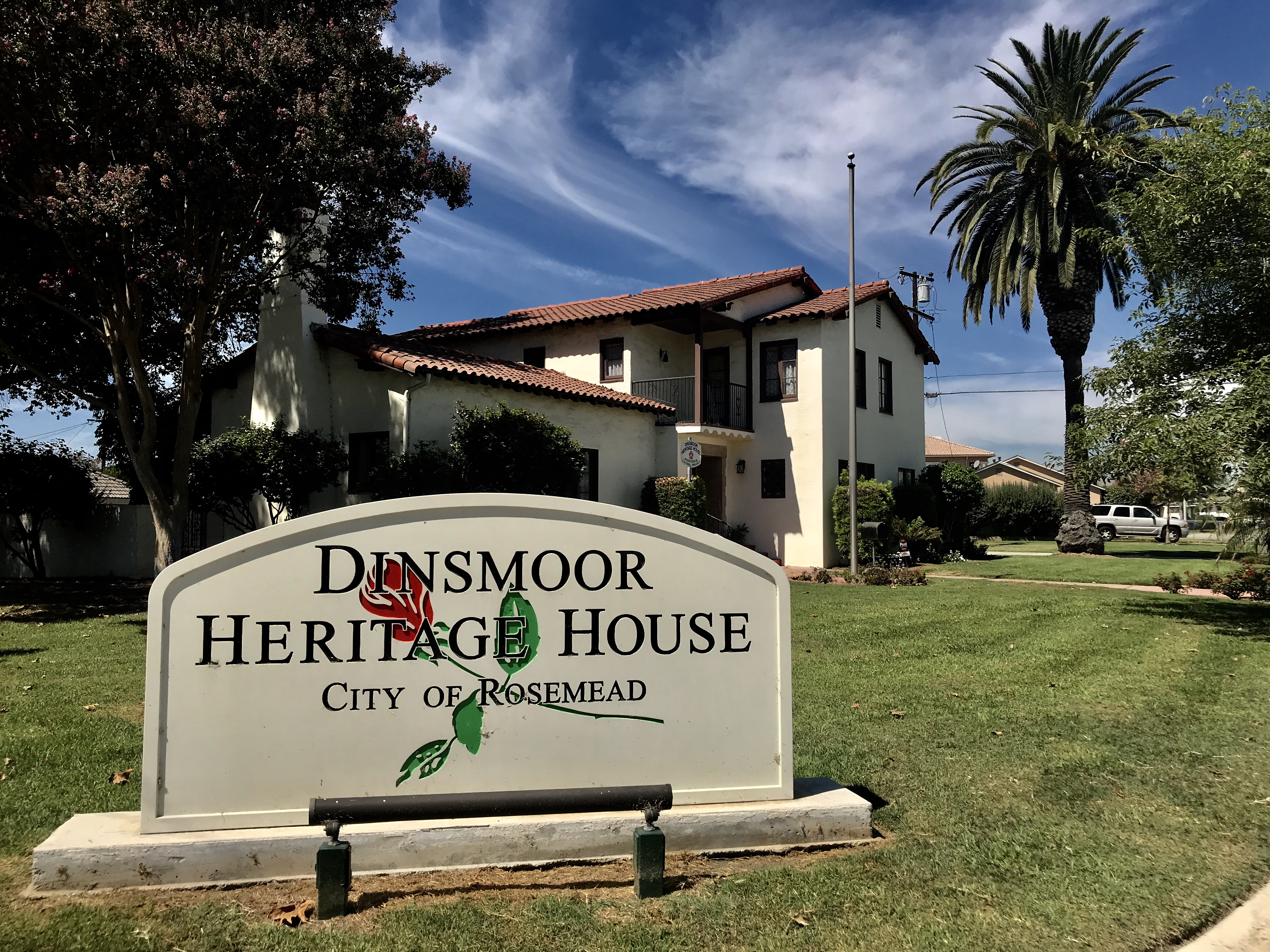

로즈미드(영어: Rosemead)는 미국 캘리포니아주 로스앤젤레스군의 도시이다. 2021년 인구 조사 기준으로 인구 수는 50,245명으로, 현재 감소 중이다. 로즈미드는 아케이디아 (캘리포니아주), 템플시티, 샌마리노, 샌게이브리얼 등과 함께 여러 도시들의 일부에 속한다. 판다 익스프레스의 본사가 있다.

## 인구
| 인구조사              | 인구   | Note  | %±     |
| --------------------- | ------ | ----- | ------ |
| 1960년                | 15,476 |       | —      |
| 1970년                | 40,972 |       | 164.7% |
| 1980년                | 42,604 |       | 4.0%   |
| 1990년                | 51,638 |       | 21.2%  |
| 2000년                | 53,505 |       | 3.6%   |
| 2010년                | 53,764 |       | 0.5%   |
| 2019 (추산)           | 54,058 | [ 1 ] | 0.5%   |
| U.S. Decennial Census |        |       |        |

## 저명한 출신
- 타부 (래퍼)
- 비키 카: 가수

## 자매 도시
- 중화민국 지룽시
- 멕시코 할리스코주 사포판